# Sosigenes
Sosigenes var fra Grækenland og en af Julius Cæsars rådgivere.
Han var en af ophavsmændene til den Julianske kalender i år 46 f.Kr.